# Alcohol Is Free
Alcohol Is Free är en låt med den grekiska musikgruppen Koza Mostra och den grekiska sångaren Agathonas Iakovidis.

## Eurovision
Den 18 februari 2013 vann låten i Greklands nationella uttagning till Eurovision Song Contest 2013.